# Township 5 (Arkansas)
Le township 5 est l'un des treize townships du comté de Benton, en Arkansas, aux États-Unis.